# Muzeum Etnografii i Sztuki Ludowej w Baia Mare
Muzeum Etnografii i Sztuki Ludowej w Baia Mare – muzeum w północnej Rumunii w miejscowości Baia Mare składające się z dwóch rodzajów ekspozycji: muzeum pod dachem oraz muzeum na wolnym powietrzu.

## Opis i działalność

Gospodarstwo z Giulești w regionie Maramureș (XIX w.). Fragment ekspozycji muzeum na wolnym powietrzu w Baia Mare

Muzeum posiada 11 tys. zabytków ruchomych oraz 50 zabytkowych, wiejskich budynków. Muzeum pod dachem prezentuje perspektywę pracy i świętowania ludności zamieszkującej współczesne granice regionu Maramuresz w symbolicznych scenach ślubu, dzieciństwa, religijności i zwyczajów pogrzebowych. Eksponowane są też narzędzia pracy, elementy budownictwa drewnianego oraz wyroby tkackie i biżuteria. Muzeum na wolnym powietrzu obejmuje 12 hektarów. Założone w 1977 roku dzieli się według 4 regionów etnograficznych: Lăpuș, Chioar, Maramuresz i Północna Rumunia. Zobaczyć tu można bramy maramurskie i inne przykłady snycerki.

Trójizbowy dom drewniany z gankiem na kamiennym fundamencie
Wnętrze domu ze wsi Petrova w regionie Maramuresz
Wnętrze domu ze wsi Petrova w regionie Maramuresz
Dom ze wsi Petrova w regionie Maramuresz (XIX w.)
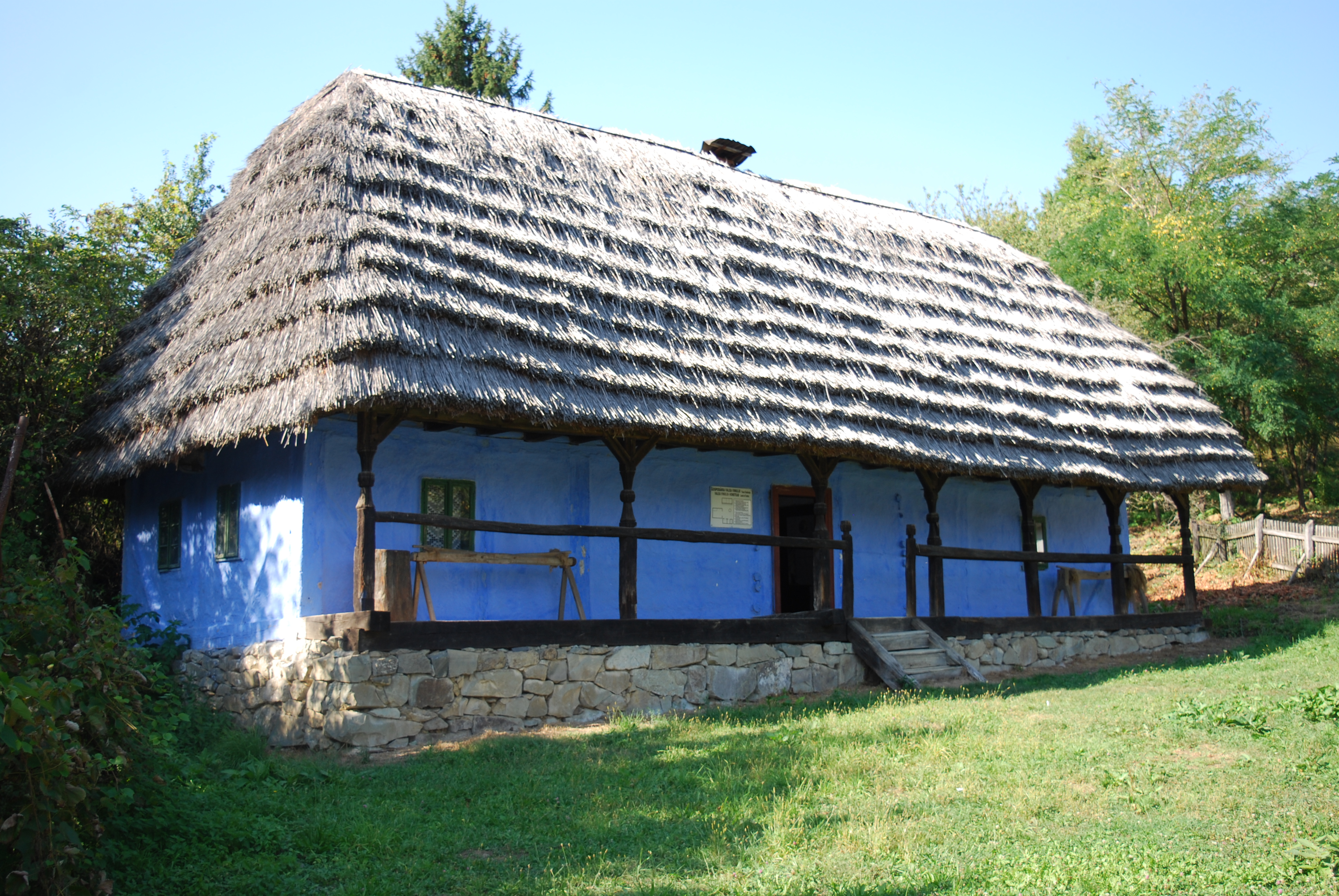
Trójizbowy dom z początku XIX w.
Dom z regionu Chioar